# برنی اسلیون
برنی اسلیون (انگلیسی: Bernie Slaven؛ زادهٔ ۱۳ نوامبر ۱۹۶۰) بازیکن فوتبال اهل جمهوری ایرلند بود.
از باشگاه‌هایی که در آن بازی کرده‌است می‌توان به باشگاه فوتبال میدلزبرو، باشگاه فوتبال پورت ویل، و باشگاه فوتبال دارلینگتون اشاره کرد.
وی همچنین در تیم ملی فوتبال جمهوری ایرلند بازی کرده‌است.